# Heinkel He 162
Heinkel He 162 Volksjäger ("ljudski lovec") je bil nemški enomotorni reaktivni lovec iz 2. svetovne vojne. Velja za enega izmed prvih operativnih reaktivnih lovcev na svetu. He 162 je bil nemški poskus, da bi spremenili potek vojne. Sicer je bil izredno hiter, ni pa bistveno vplival na potek voje. 
Primarno je bil grajen iz lesa, ker je primanjkovalo kovin in so le-te bile priorizirane za druga letala. Poganjal ga je en turboreaktivni motor BMW 003.

## Specifikacije (He 162A)
Podatki iz Wood, Tony; Gunston, Bill. Hitler's Luftwaffe. London: Salamander Books. str. 194–195. ISBN 0-517-22477-1.
Splošne karakteristike
- Posadka: 1
- Dolžina: 9,05 m (29 ft 8 in)
- Razpon kril: 7,2 m (23 ft 7 in)
- Višina: 2,6 m (8 ft 6 in)
- Površina kril: 11,16 m² (156 ft²)
- Teža praznega letala: 1660 kg (3660 lb)
- Maks. vzletna teža: 2800 kg (6180 lb)
- Pogon letala: 1 × BMW 003E-1 ali E-2 turbojreaktivni motor, 7,85 kN (1760 lbf)
- Kapaciteta goriva: 695 litrov

 Zmogljivost 
- Maks. hitrost: 790 km/h na nivoju morja, 840 km/h na višini 6000 metrov
- Doseg: 975 km (606 milj)
- Višina leta: 12000 m (39400 ft)
- Hitrost vzpenjanja: 1405 m/min (4615 ft/min)

Oborožitev

- Strelno orožje: 2 × 20 mm MG 151/20 avtomatska topova ali pa 2 × 30 mm MK 108 topova